# Vakuová obrazovka

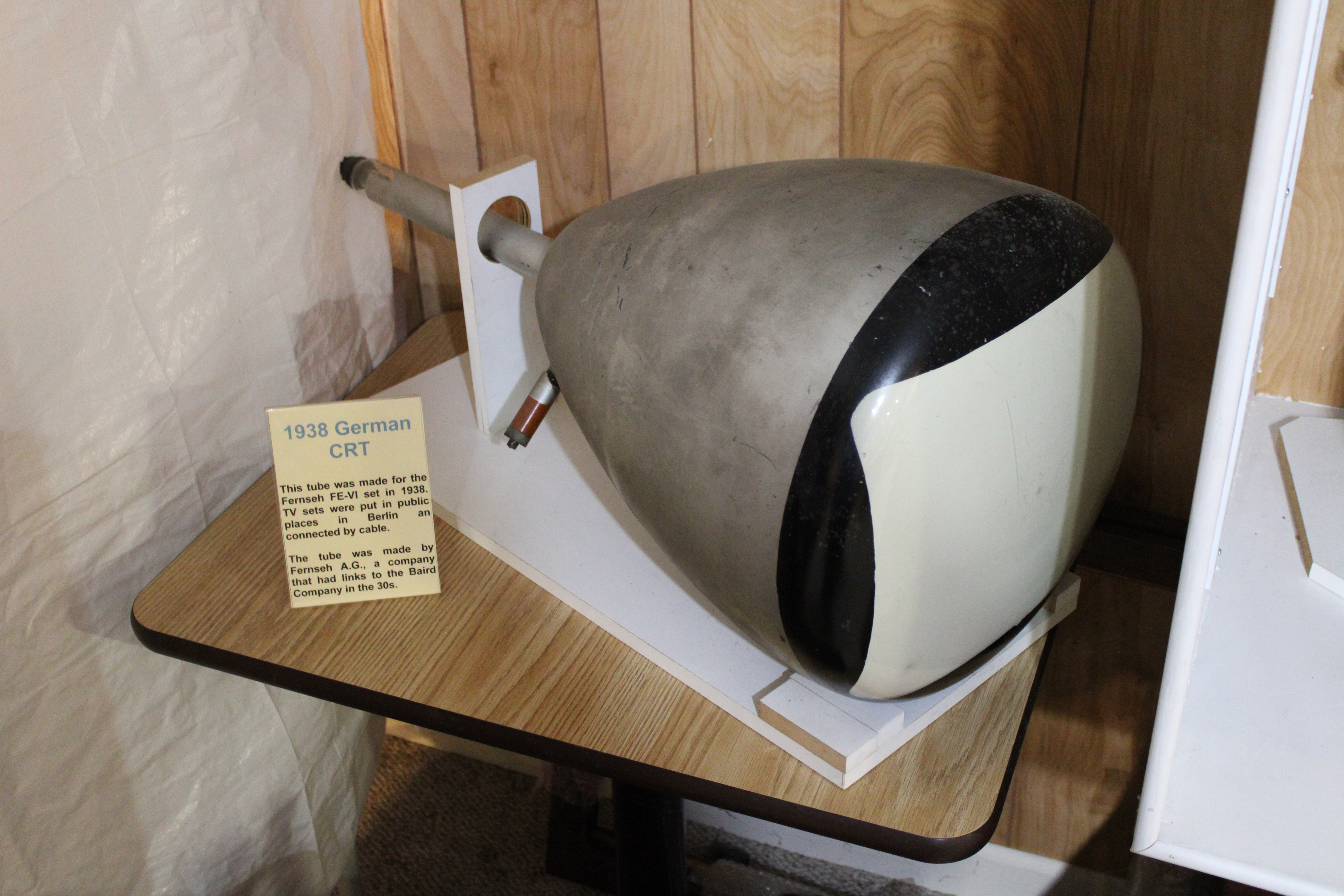
Obrazovka z počátků rozvoje televizní techniky

Vakuová obrazovka (anglicky cathode ray tube, zkratka CRT) je v češtině označení pro speciální elektronku (katodovou trubici), která na přední části (tj. na stínítku) vytváří obraz pomocí proudu elektronů. Uvnitř skleněné obrazovky je vakuum a na stínítku je uvnitř nanesena vrstva luminoforu, která po dopadu elektronů vytváří viditelné světlo (zářící body). Od začátku 21. století byla klasická obrazovka CRT vytlačována plochými monitory používajících LCD, OLED a plazmové obrazovky.

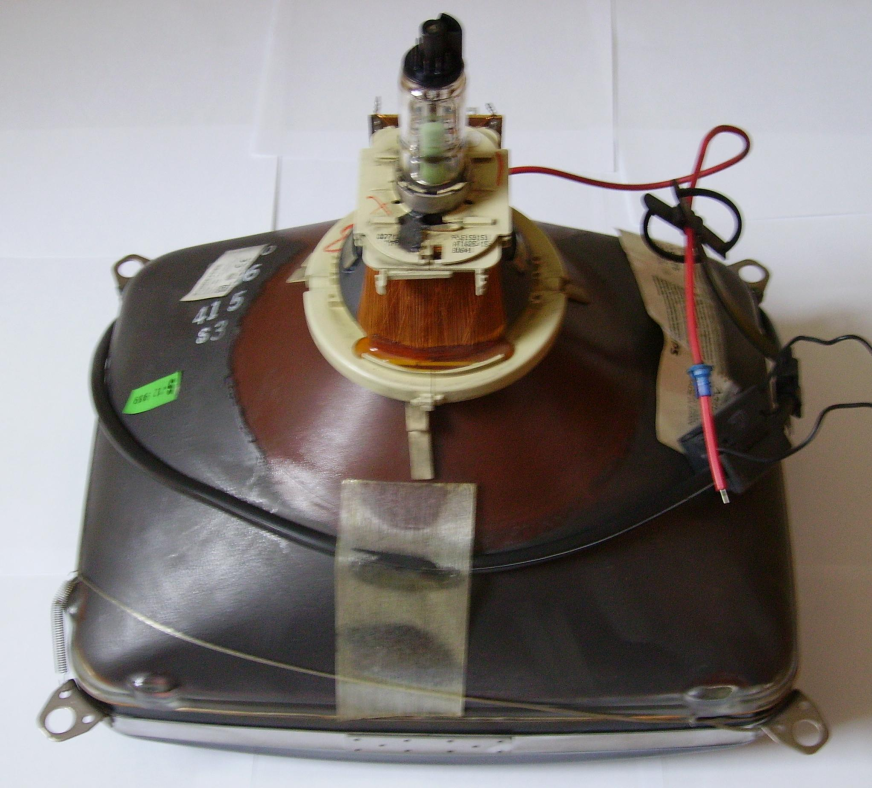
Televizní vakuová barevná obrazovka s vychylovacími cívkami, pohled zezadu

## Charakteristika
Obrazovka (katodová trubice) je z fyzikálního hlediska urychlovač elektronů, který vynalezl v roce 1897 německý fyzik Karl Ferdinand Braun. Braunova trubice sloužila po dlouhou dobu jako principiální  základ postupně zdokonalovaných zobrazovacích zařízení pro domácí televizory, počítačové monitory a osciloskopy. Zásadním zdokonalením bylo použití žhavené katody a dalším konstrukčním rozlišením zde byl způsob vychylování elektronového paprsku. Pro televizory (a displeje) se používaly obrazovky s elektromagnetickým vychylováním paprsku, zatímco pro osciloskopy sloužily obrazovky s elektrostatickým vychylováním paprsku. Jako luminofory se nejčastěji používají sloučeniny přechodných kovů a vzácných zemin.
Zásadní slabinou klasických (CRT) obrazovek je velká hloubka daná samou jejich konstrukcí (zobrazovací zařízení je velmi rozměrné) a zastarávání. Výhodou je velice příjemné podání barev a velký sledovací úhel.

### Obrazovky podle použití
- televizní obrazovky
- obrazovky určené pro počítačové monitory
- osciloskopické obrazovky
- radarové obrazovky
- speciální obrazovky (např. pro lékařské a měřicí přístroje)

## Barevná obrazovka
1. Elektronové dělo (emitor)
2. Svazky elektronů
3. Zaostřovací cívky
4. Vychylovací cívky
5. Připojení anody
6. Maska pro oddělení paprsků pro červenou,zelenou a modrou část zobrazovaného obrazu
7. Luminoforová vrstva s červenými, zelenými a modrými oblastmi
8. Detail luminoforové vrstvy, nanesené z vnitřní strany obrazovky

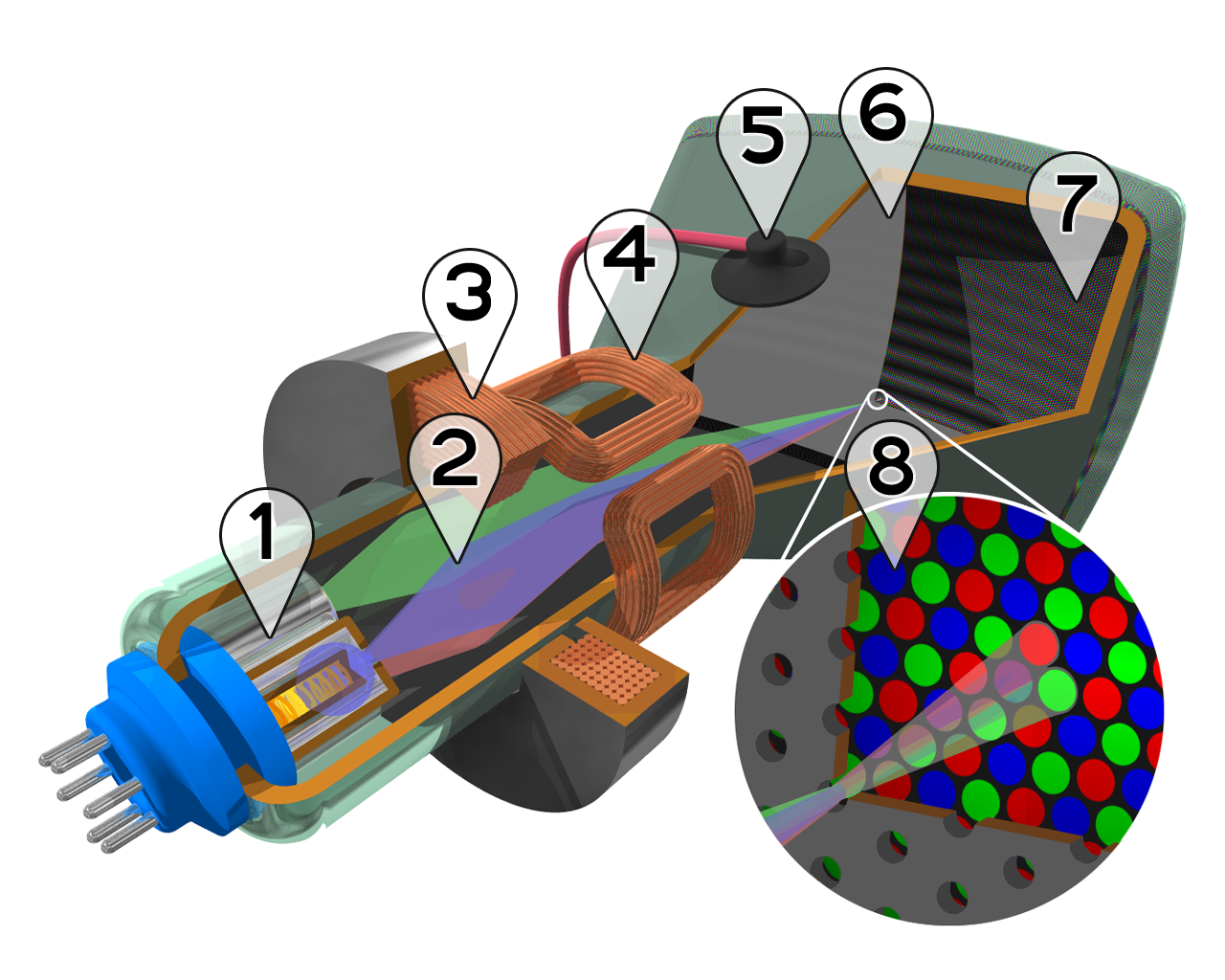
Schematický průřez barevnou CRT

Zatímco černobílé obrazovky používají jediný paprsek elektronů, barevné obrazovky používají tři paprsky, které pomocí sčítáním barev v RGB modelu vytvoří na stínítku prakticky jakoukoliv barvu. Uspořádání masky na stínítku může být:
- delta
- in-line (štěrbinová)
- trinitron

## Konstrukce obrazovky

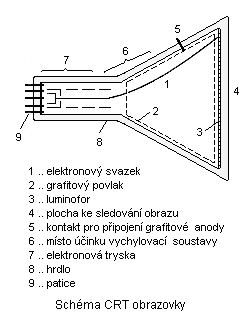

Obrazovka je speciální velmi rozměrná elektronka, uvnitř které je vakuum. Ve štíhlé části zvané hrdlo, je uložen systém elektrod obrazovky, na konci hrdla je patice k napojení na elektroniku přístroje. Čelní stěna obrazovky, kulatá nebo obdélná, je zevnitř pokryta luminiscenční vrstvou, která tvoří stínítko. Na luminofor je směrován elektronový paprsek, jehož zdrojem je elektronová tryska. Vnitřní strana kuželovité části baňky je pokryta vodivým povlakem, dříve výhradně grafitovým, nověji oxidem železa, spojeným elektricky s poslední urychlovací anodou elektronové trysky. Principiální uspořádání CRT obrazovky je na obrázku.
Podobně jako u všech vakuových elektronek, uzavírá se obrazovkou tok elektronů, který vystupuje ze žhavé katody. Mřížka a soustava anod zajišťuje usměrnění elektronů do úzkého svazku. Tato soustava se nazývá elektronovou tryskou. Po výstupu z trysky prochází proud elektronů vychylovacím zařízením, které usměrní proud elektronů do požadovaného místa na stínítku. Elektrony jsou po opuštění trysky urychlovány vysokým kladným napětím řádu kV, a vysokou rychlostí dopadají na stínítko, kde způsobí sekundární emisi, jež se projeví rozsvícením bodu. Elektrony sekundární emise jsou přitahovány sběrnou grafitovou anodou. Kdyby nebyly tyto elektrony odsávány, dopadly by zpět na stínítko, nabily by ho záporně a znemožnily by dopad elektronového svazku na luminofor a tím i vzniku stopy. Odsáváním sekundárně emitovaných elektronů se po krátké době nabije povrch stínítka na plné anodové napětí, a na něm se sekundární emisí automaticky stabilizuje.
V elektronové trysce jsou elektrony, emitované žhavou katodou, odpuzovány Wehneltovým válcem se záporným potenciálem, který působí jako řídicí mřížka. Tak se elektrony soustředí do úzkého osového svazku, jenž prochází soustavou dalších válců s kladným potenciálem, které urychlují elektrony a dále zpřesňují jejich fokusaci směrem ke stínítku. Řídicí mřížka má ještě jednu funkci. Změnou napětí na této elektrodě, které bývá mezi -10 až +10 V (proti žhavé katodě), lze měnit množství elektronů ve svazku dopadajícím na stínítko a tím nastavovat jas fluorescence.
Podle účelu obrazovky je volena i doba dosvitu a barva luminoforu. Nejkratší dobu dosvitu, řádově v desítkách mikrosekund s bílou barvu luminoforu, mají černobílé televizní obrazovky. Osciloskopické obrazovky mají zpravidla barvu stopy zelenožlutou, s dobou dosvitu 25 až 50 milisekund. Velmi dlouhou dobu dosvitu mají obrazovky radiolokátorů, od několika sekund až do 190 sekund (oranžové).
Obrazovky se rozlišují dle soustavy, která zajišťuje nasměrování paprsku elektronů do požadovaného místa na stínítku:

### Vychylování paprsku elektrostatickým polem
Tento druh vychylování se používá v osciloskopech, úhel vychýlení elektronu je pouze maximálně 30° (u elektromagnetického nejčastěji kolem 110°). Vychylovací systém těchto obrazovek je tvořen dvěma páry vychylovacích desek (jedna pro horizontální a jedna pro vertikální vychylování). Při průletu elektronu mezi deskami působí jejich elektrostatické pole změní přímočarý pohyb elektronu na parabolický. Po opuštění prostoru mezi deskami je jeho následný pohyb opět přímočarý a takto odchýlen dále směřuje ke stínítku obrazovky. Zásadní výhodou elektrostatického vychylování je jeho širokopásmovost v rozsahu od stejnosměrného až po velmi vysoké frekvence.

### Vychylování paprsku elektromagnetickým polem
K vychylování elektronového paprsku jsou využívány čtyři (2 vertikální a 2 horizontální) cívky, navinuté na feritovém jádru nasunutém na hrdlo obrazovky. Průchodem proudu cívkou se vytváří elektromagnetické pole, které způsobí vychýlení paprsku v horizontálním nebo vertikálním směru. Tento způsob vychylování umožňuje (díky většímu dosažitelnému úhlu vychylování) menší hloubkový rozměr obrazovky, avšak není možné jej využít pro širší frekvenční pásmo. To, spolu s vyšší citlivostí na elektromagnetické rušení, snižuje či přímo vylučuje možnost jeho použití v osciloskopech.